# Mirgissa
Mirgissa fue una fortaleza egipcia en Nubia creada hacia el 1850 a. C. pero quizás ya iniciada antes. 
Estaba situada a la orilla oeste del río Nilo, en frente de algunas islas a la segunda cascada del Nilo. Tenía un lugar de observación situado unos 3 km más abajo, en un rincón del río, y otra 5 km más arriba, entre Mirgissa y Kor, en el lugar denominado Abu Sir. 
La excavación de Jean Vercoutter del 1959 al 1964 descubrió una estela con la inscripción "Hathor señora de Ikn" que establece que el nombre de la fortaleza en antiguo egipcio fue Iken. La fortaleza era un depósito comercial con guarnición militar a la zona. 
Fue evacuada tras la invasión de los hicsos, en el 1700 a. C. 
Más tarde, con el Imperio Nuevo, se construyeron edificaciones en este lugar y entre ellas un templo dedicado a Hathor, quizás aprovechando la estructura anterior.
- Datos: Q1571695
- Multimedia: Mirgissa / Q1571695